# Montmaur (Aude)
Montmaur település Franciaországban, Aude megyében. Lakosainak száma 350 fő (2022. január 1.). Montmaur Airoux, Les Cassés, Montferrand, Saint-Paulet, Soupex, Avignonet-Lauragais, Mourvilles-Hautes és Rieumajou községekkel határos.

## Népesség
A település népessége az elmúlt években az alábbi módon változott:
| Lakosok száma | 290  | 228  | 242  | 306  | 325  | 314  | 307  | 304  | 320  | 350  |
|               | 1968 | 1982 | 1990 | 2006 | 2013 | 2015 | 2017 | 2019 | 2020 | 2022 |